# Ateuchus ginae
Ateuchus ginae är en skalbaggsart som beskrevs av Kohlmann 1996. Ateuchus ginae ingår i släktet Ateuchus och familjen bladhorningar. Inga underarter finns listade.